# Інститут Франкознавства Львівського національного університету
Інститут Франкознавства Львівського національного університету - структурний підрозділ Львівського національного університету імені Івана Франка.

## Історія
Інститут франкознавства Львівського національного університету імені Івана Франка бере початок від Кабінету франкознавства, який було засновано 1954 року. Ідея створення Кабінету франкознавства належала академікові Михайлові Возняку, яку втілив у життя тодішній ректор професор Євген Лазаренко.
Першим завідувачем Кабінету франкознавства став кандидат філологічних наук Ярослав Шуст, завдяки старанням якого було сформовано унікальну книгозбірню. У фондах книгозбірні до сьогодні збережено раритетні прижиттєві видання творів Івана Франка.

## Франкознавчі студії 60-70 рр.
Ентузіастами франкознавчих студій 60 – 70-х років ХХ ст. були наступники Ярослава Шуста – Михайло Косів, Ангелина Кабайда, Богдан Леськів. Кабінет вів значну науково-дослідницьку діяльність, поступово утверджуючись як усеукраїнський координаційний центр франкознавства. Упродовж 1956–1969 років відбувалися щорічні наукові франкознавчі конференції, регулярно виходив збірник “Іван Франко. Статті і матеріали”. Міжнародний симпозіум 1986 року “Іван Франко і світова культура” відбувався за активної участі  університетського франкознавчого осередку.

## Створення Інституту Франкознавства
1988 року на базі Кабінету було створено Інститут франкознавства. Його очолив відомий учений, професор Іван Денисюк, який перебував на посаді директора Інституту до 1996 року. Під його керівництвом Інститут запрацював значно інтенсивніше, було реалізовано декілька ґрунтовних наукових проектів, кардинально змінено формат щорічного франкознавчого збірника. Успішне завершення бюджетних тем (“Дослідження національних, загальнолюдських та інтернаціональних проблем на прикладі вивчення наукової і художньої спадщини Івана Франка”, “Франкова концепція національної літератури”, “Актуальні проблеми франкознавства на матеріалі наукової та художньої спадщини письменника”, “Іван Франко і літературний процес ХІХ – початку ХХ століття”, “Літературознавчі концепції Івана Франка і сучасні проблеми теорії та методології літератури”) засвідчило ефективну науково-дослідницьку роботу Інституту франкознавства.
У 1997-2005 рр. Інститут очолювала авторитетний франкознавець кандидат філологічних наук, доцент Лариса Бондар. У цей період розпочато систематичну роботу наукового семінару Інституту франкознавства “Перехресні стежки”, відновлено щорічні наукові франкознавчі конференції, які з часом набули всеукраїнський резонанс.
Упродовж 2006–2007 рр. знову керував Інститутом професор Іван Денисюк, який взяв активну участь у підготовці та відзначенні різноманітних заходів і конференцій з нагоди 150-річного ювілею від дня народження Івана Франка. Як авторитетний український учений-літературознавець професор прикладом власної наукової активності надихав і підштовхував колег, учнів і всіх, хто перебував і перебуває у “гравітаційному полі” Франкового універсуму, до інтенсифікації дослідницьких пошуків. Концептуальними студіями та конструктивними ідеями Іван Денисюк накреслив чимало перспективних напрямів франкознавчих досліджень. При визначенні пріоритетних векторів наукових франкознавчих студій колектив Інституту першочергово керувався потребою охопити основні ділянки Франкової багатотомної спадщини, враховуючи при цьому напрацювання франкознавців попередніх поколінь, кадровий потенціал Інституту та реагуючи на виклики часу.
У 2008 році директором Інституту франкознавства став Святослав Пилипчук. Тоді працювали в Інституті відомі науковці Ярослава Мельник, Микола Легкий, Ігор Гунчик.

## Наукові Форуми
Найбільш резонансними науковими форумами, які організував та успішно провів Інститут, були конференції: “Академік Михайло Возняк і розвиток української національної культури” (1990); “Іван Франко і національне відродження” (1991); “Академік Василь Щурат – письменник і вчений” (1996). У 1997–1999 роках проведено наукові конференції під загальною назвою: “Іван Франко: погляд через століття”; “Твоїм будущим душу я тривожу…” (До 100-річчя від часу написання поеми “Мойсей”) (2005); “Із секретів творчості Івана Франка: інтерпретація Франкового тексту” (2007); “Твоєму генію мій скромний дар…” (До сторіччя видання Шевченкового “Кобзаря” за редакцією Івана Франка) (2008). Епохальними для Інституту франкознавства, як і для всієї академічної спільноти, стали ювілейні міжнародні наукові конґреси “Іван Франко – письменник, мислитель, громадянин” (1996) та “Іван Франко: дух, наука, думка, воля” (2006).

## 50-річчя Інституту
У березні 2004 року Інститут святкував 50-річчя. Проведено конференцію, видано спогади і матеріали до історії Інституту франкознавства. У грудні 2004 року урочисто було відзначено 80-літній ювілей професора Івана Денисюка. На пошану ювіляра видано два томи збірника “З його духа печаттю”, а також том його франкознавчих праць “Невичерпність атома”, яким започатковано серію “Франкознавчі студії”. У цій серії вийшли праці Омеляна Огоновського, Василя Сімовича, Якима Яреми, Василя Щурата та ін.

## Наукові публікації
Найсоліднішими науковими публікаціями, до яких причетний Інститут, є збірники матеріалів міжнародної конференції “Іван Франко – письменник, мислитель, громадянин” (1998) та міжнародного наукового конґресу “Іван Франко: дух, наука, думка, воля” (2008), тритомник (у чотирьох книгах) Івана Денисюка “Літературознавчі та фольклористичні праці”, перевидання Франкового п’ятитомного збірника “Апокрифи і легенди з українських рукописів” (передмова Ярослави Мельник) та шестикнижжя “Галицько-руські народні приповідки” (упорядкування та передмова Святослава Пилипчука). Побачили світ також монографії: Тараса Пастуха “Романи Івана Франка” (1998), Ярослави Мельник “З останнього десятиліття Івана Франка” (1999), Василя Ніньовського “Поетичні форми Івана Франка” (2000), Володимира Микитюка “Іван Франко та Омелян Огоновський: мовчання і діалог” (2000), Романа Голода “Натуралізм у творчості Івана Франка. До питання про особливості творчого методу Каменяра” (2001), Михайла Нечиталюка “Честь праці! Академік Михайло Возняк у спогадах і публікаціях” (2001), К. Гриньків та Богдана Завадки “Місія папи Климента очима Івана Франка”  (2001), Андрія Скоця “Поеми Івана Франка” (2002), Лариси Бондар “Під знаком хреста: франкознавчі студії” (2008); Святослава Пилипчука “Галицько-руські народні приповідки”: пареміологічно-пареміографічна концепція Івана Франка” (2008) та “Фольклористична концептосфера Івана Франка” (2014); збірники тез “Академік Михайло Возняк і розвиток української національної культури” (1991), “Іван Франко і національне відродження” (1992), “Тези доповідей XV щорічної наукової франківської конференції” (2001), “Тези доповідей XVI щорічної наукової конференції, присвяченої 145-річчю від дня народження Івана Франка” (2002), “Тези доповідей XVII, XVIII, ХІХ франківських щорічних наукових конференцій (2007), словопокажчик “Лексика поетичних творів Івана Франка” (1984), бібліографічний покажчик “Іван Денисюк” (2001); альманах літературної студії “Франкова кузня” – “Пролог” (2003). Роботу літстудії після тривалої перерви було відновлено в 2002 році; нею керував відомий письменник і вчений Ігор Павлюк, а потім – відома поетеса, науковець і викладач Галина Крук.
Науковці Інституту зосереджують увагу на дослідженні науково-методологічних концепцій Івана Франка, інтерпретації його текстів, вивченні невідомих та архівних матеріалів (“білих плям” франкознавства) та ін.

## Співпраця з інститутом Івана Франка НАН України
Інститут франкознавства Львівського національного університету імені Івана Франка є одним із координаційних центрів франкознавчої науки в Україні. Налагоджено тісну співпрацю з Інститутом Івана Франка НАН України у Львові, Дрогобицьким педагогічним університетом імені Івана Франка, Інститутом народознавства НАН України, Київським національним університетом імені Тараса Шевченка та іншими науковими і науково-освітніми центрами та інституціями.
Розвиток філологічної науки у нашій країні спонукає знову й знову задумуватися над еволюцією франкознавчої думки і визначити стратегії подальших досліджень у цій царині. Працівники Інституту свідомі того, що на часі всеохопне осмислення велегранної та монументальної постаті несфальшованого і неокраденого Івана Франка – письменника із власними глибокооригінальними філософською та мистецькою системами, який сказав оригінальне слово у фольклористиці, літературознавстві, політекономії, історії, шкільництві, а був ще й політиком, суспільним діячем, журналістом і видавцем,  а також керманичем українського літературного руху. Нині можна спостерегти тенденцію до універсалізації франкознавства, яке намагається бути адекватним універсалізмові письменника. Помноження аспектів дослідження, приплив нових франкознавчих кадрів вимагає розширення й популяризації творчого доробку ученого. Ретельного вивчення вимагають першоджерельні матеріали, до яких належать твори письменника, його численні наукові праці у всій їх сукупності та дотичні до його особи документи – листи, мемуари, рецензії тощо. Не менш цікавою є проблематика контактології Іван Франка із сучасниками, популяризації його творчості у країнах світу.